# Dvorec Schönau, Ljubljana
Dvorec Schönau je bivši dvorec v Spodnji Šiški v Ljubljani.

## Zgodovina
Dvorec je bil prvič omenjen leta 1738, ko ga je kupil grof Adam Anton Auersperg. Leta 1744 je bil dvorec zabeležen na področje med današnjo Celovško in Dunajsko cesto, vzhodno od cerkve sv. Jerneja. Leta 1753 je dvorec, skupaj s posestvom, imenovanim Schönau, prešel v last Wolfa Engelbrechta Auersperga.
Pozneje je dvorec in posestvo kupil Lovro Szőgeny, ki je posestvo priključil Gradu Tivoli.